# 町田久政
町田 久政（まちだ ひさまさ、? - 慶長3年11月18日（1598年12月16日））は、安土桃山時代の薩摩国島津氏の家臣。通称は源六、源左衛門。別名は忠顕。父は町田久徳、母は伊集院久盈の娘。子は町田久則。

## 略歴
町田久徳の三男として誕生する。兄の町田久倍は島津家の老中を務めていたが、一方で大口（現・鹿児島県伊佐市）の地頭にも任命される。しかし老中職を全うしながら大口への居住は難しいとして、久政が地頭代となり、代わりに大口へ居住した。
文禄・慶長の役が発生すると、萌黄縅の大立物の兜を被り、大口の人数を率いて参陣する。慶長3年（1598年）の泗川の戦いで功を為したが、同年11月の露梁海戦にて戦死した。法名は「剣叟紹鉄居士」。鹿児島の福昌寺に葬られた。

## 系譜
- 父：町田久徳
- 母：伊集院久盈の娘
- 妻：不詳
  - 男子：町田久則